# Башман
Башман (перс. بشمن) — село в Ірані, у дегестані Чагар-Фарізе, у Центральному бахші, шагрестані Бендер-Анзалі остану Ґілян. За даними перепису 2006 року, його населення становило 1405 осіб, що проживали у складі 416 сімей.

## Клімат
Середня річна температура становить 14,21 °C, середня максимальна – 27,27 °C, а середня мінімальна – -0,19 °C. Середня річна кількість опадів – 991 мм.
| Клімат поселення                              | Клімат поселення | Клімат поселення | Клімат поселення | Клімат поселення | Клімат поселення | Клімат поселення | Клімат поселення | Клімат поселення | Клімат поселення | Клімат поселення | Клімат поселення | Клімат поселення | Клімат поселення |
| Показник                                      | Січ.             | Лют.             | Бер.             | Квіт.            | Трав.            | Черв.            | Лип.             | Серп.            | Вер.             | Жовт.            | Лист.            | Груд.            |                  |
| Середній максимум, °C                         | 8,73             | 9,78             | 11,73            | 17,13            | 21,66            | 25,57            | 27,27            | 27,20            | 24,34            | 20,40            | 15,46            | 11,20            |                  |
| Середня температура, °C                       | 4,28             | 5,32             | 7,27             | 12,67            | 17,22            | 21,10            | 23,42            | 23,36            | 20,49            | 16,55            | 11,60            | 7,33             |                  |
| Середній мінімум, °C                          | −0,19            | 0,88             | 2,84             | 8,23             | 12,76            | 16,66            | 19,54            | 19,47            | 16,61            | 12,67            | 7,72             | 3,45             |                  |
| Норма опадів, мм                              | 102              | 79               | 76               | 49               | 41               | 26               | 20               | 50               | 107              | 164              | 145              | 132              |                  |
| Середньомісячна швидкість вітру, м/с          | 2.24             | 2.40             | 2.40             | 2.32             | 2.38             | 2.64             | 2.60             | 2.36             | 2.24             | 2.10             | 2.02             | 2.10             |                  |
| Середньомісячна сонячна радіація, кДж/м²·день | 6749             | 8940             | 11097            | 15813            | 20195            | 22809            | 23482            | 19826            | 16350            | 11028            | 8490             | 6452             |                  |
| --------------------------------------------- | ---------------- | ---------------- | ---------------- | ---------------- | ---------------- | ---------------- | ---------------- | ---------------- | ---------------- | ---------------- | ---------------- | ---------------- | ---------------- |
| Джерело:                                      |                  |                  |                  |                  |                  |                  |                  |                  |                  |                  |                  |                  |                  |